# جورن گروسکوپف
جورن گروسکوپف (انگلیسی: Jörn Großkopf؛ زادهٔ ۲۹ اوت ۱۹۶۶) بازیکن فوتبال اهل آلمان است.
از باشگاه‌هایی که در آن بازی کرده‌است می‌توان به نیندورفر (باشگاه فوتبال) و باشگاه فوتبال سن پائولی اشاره کرد.